# Huta Baru Sil
Huta Baru Sil is een bestuurslaag in het regentschap Padang Lawas Utara van de provincie Noord-Sumatra, Indonesië. Huta Baru Sil telt 220 inwoners (volkstelling 2010).